# Абашев, Владимир Владимирович
Влади́мир Влади́мирович Аба́шев (род. 28 июля 1947) — советский и российский актёр театра и кино. Народный артист Российской Федерации (1997).

## Биография
Родился 28 июля 1947 года.
Юношей пришёл в Читинский народный театр юного зрителя, где и открыл для себя прелесть актёрского дела. Потом служил в Приморье, в морской пехоте и школе младших авиационных специалистов, где заведовал клубом.
После окончания Иркутского театрального училища в 1973 году был приглашён в Иркутский ТЮЗ.
С 1978 по 1979 годы работал актёром в Шадринском драматическом театре.С 1979 по 1982 годы — актёр Алтайского драматического театра. С 1982 года — актёр Сахалинского областного драматического театра имени А. П. Чехова (с 1992 года — Чехов-центр).
Будучи беспартийным, в июне 2012 года участвовал в народном предварительном голосовании по определению кандидатур для последующего их выдвижения в составе списков кандидатов в депутаты Сахалинской областной Думы шестого созыва от Сахалинского регионального отделения ВПП «Единая Россия». Занял 14-е место, набрав 69 голосов.
В 2014, 2016 и 2018 году входил в состав жюри конкурса самостоятельных актёрских работ «Золотая канитель» имени К. С. Станиславского.

## Театральные работы
- «Васса Железнова» М. Горького — Прохор
- «Денежная комедия» А. Тоболяка — Монахов
- «Женский стол в „Охотничьем зале“» В. Мережко — Бардин
- «Лес» А. Островского — Несчастливцев
- «Настоящий запад» С. Шепарда — Ли
- «Печка на колесе» Н. Семёновой — Василий
- «Последний срок» по В. Распутину — Михаил
- «Самоубийца» Н. Эрдмана — Подсекальников
- «Торможение в небесах» Р. Солнцева — Махонин
- «Четвёртый позвонок» М. Ларни — Чарльз Лоуфорд

## Фильмография
| Год  |     | Название            | Роль                          |
| ---- | --- | ------------------- | ----------------------------- |
| 1991 | ф   | Заряжённые смертью  | майор милиции                 |
| 1993 | ф   | Отряд «Д»           | Илларион Михайлович («Седой») |
| 1993 | ф   | Твоя воля, Господи! | эпизод                        |
| 1999 | мтф | Транзит для дьявола | капитан яхты                  |

## Звания и награды
- Заслуженный артист РСФСР (1990)
- Народный артист Российской Федерации (19 ноября 1997)[6]
- Дипломант премии губернатора Сахалинской области в сфере культуры и искусства (1999)[7]